# Gubin
Gubin (in tedesco Guben) è una città della Polonia sud-occidentale, sita nel voivodato di Lubusz, e conta circa 17 000 abitanti (2005). È il centro più popoloso, ma non il capoluogo, del distretto di Krosno Odrzańskie.

## Geografia fisica
Gubin si trova sul fiume Nysa Łużycka, che segna il confine tra Polonia e Germania, vicino alla città tedesca di Guben, della quale Gubin rappresentava la parte orientale fino al 1945.

## Storia

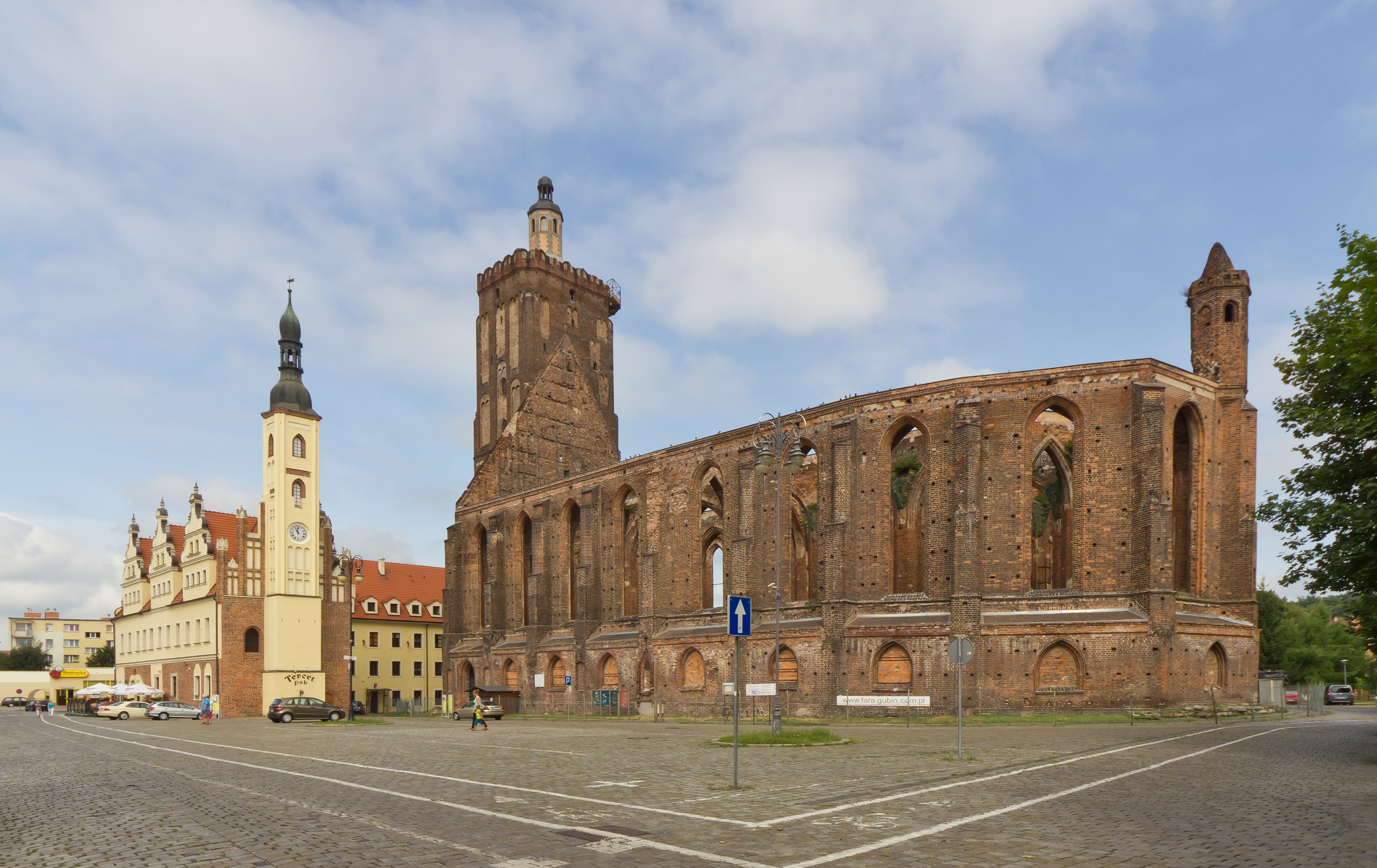
Municipio e rovine della chiesa.

Gubin, all'epoca città tedesca col nome di Guben, è stata divisa alla fine della seconda guerra mondiale, secondo gli accordi presi alla Conferenza di Potsdam del 1945.
La città è situata nel voivodato di Lubusz dal 1999, mentre dal 1975 al 1998 ha fatto parte del voivodato di Zielona Góra.

## Amministrazione

### Gemellaggi
- Guben - Germania
- Laatzen - Germania
- Paks - Ungheria